# Хасанов, Амирджон
Амирджон Хасанов (тадж. Амирҷон Ҳасанов; 1924 — февраль 1982) — советский хозяйственный, государственный и политический деятель, Герой Социалистического Труда.

## Биография
Родился в 1924 году в кишлаке Шаври. Член КПСС.
Участник Великой Отечественной войны. С 1945 года — на хозяйственной, общественной и политической работе. В 1945—1980 гг. — преподаватель начальной школы, бригадир зерновой бригады, бригадир животноводческой бригады, работник хлопкоочистительных заводов Андижана и Коканда, колхозник, затем бригадир, заместитель председателя колхоза, председатель колхоза «Победа» Молотовобадского района Курган-Тюбинской области.
Указом Президиума Верховного Совета СССР от 17 января 1957 года присвоено звание Героя Социалистического Труда с вручением ордена Ленина и золотой медали «Серп и Молот».
Избирался депутатом Верховного Совета Таджикской ССР 4-го, 5-го, 6-го и 7-го созывов.
Умер в 1982 году.